# Intercoop
Intercoop er et fælles indkøbsselskab i Asien for Coop Danmark, Coop Norge, Coop Sverige, SOK Finland, Coop Italien og Eroski i Spanien, som årligt køber nonfood-produkter ind for 200 mio. euro. Selskabet har hovedkontor i Hong Kong og beskæftiger 160 medarbejdere i 6 lande.

## Formål
Intercoops vigtigste funktion er at få produkter til den billigste pris, og samtidig være opmærksom på at producenterne overholder de regler om etik og ansvar (Code of conduct), der er defineret af Intercoop. 
Intercoop har været medlem af BSCI (Business Social Compliance Initiative) siden 2007.